# 屋宇裝備工程
屋宇裝備工程（英語：Building services engineering）是一個關於建築物的設備安裝的工程學。屋宇裝備指所有適用於房間和建築的技術措施，包括經營場所和公共場所的能源（采暖，照明）和供應（水，空氣）或廢物排放（污水，垃圾）。其目的是对居民和用戶提供建筑物的正常使用和必要的安全性。一方面，它通常必要的設施，例如污水，電力供應或照明。另一方面，建築物的所有的设备可自動化运行。

## 範疇
主要包括以下几个方面：
- 采暖、空调(HVAC)
- 通风、製冷
- 排水、排污、供水、中水处理
- 煤氣
- 防火设备、火警探測
- 电
- 電話線、網絡、通訊(ICT)
- 升降機或電梯
- 避雷
- 低壓供電(LV)、電箱、開關
- 照明、自然光、立面
- 保安、警報、监控

## 專業團體
美國採暖、製冷與空調工程師學會於1894年成立，是美國屋宇裝備工程的專業學會。此外，英國特許屋宇裝備工程師學會成立於1976年，負責認證該國的屋宇裝備工程師。